# Hypopyra leucochiton
Hypopyra leucochiton är en fjärilsart som beskrevs av Paul Mabille 1884. Hypopyra leucochiton ingår i släktet Hypopyra och familjen nattflyn. Inga underarter finns listade i Catalogue of Life.